# Royal Wings
Royal Wings (em árabe: الأجنحة الملكية) era uma companhia aérea com sede em Amã, na Jordânia. Sua base principal era no Aeroporto Internacional Rainha Alia (AMM), em Amã, com hubs também no Aeroporto Civil de Amã (ADJ) e no Aeroporto Internacional  Hussein (AQJ).

## História
A estratégia de serviço programado da Royal Wings foi iniciada para desenvolver uma transportadora doméstica e regional para a Jordânia que pudesse atender adequadamente às necessidades de viagens domésticas, viagens nacionais e regionais. Durante a introdução do Royal Wings, a frota consistia em dois Bombardier DHC-8 que operavam voos regulares do Aeroporto Civil de Amã em Marka para Aqaba, Tel Aviv, Gaza, Arish, Ancara, Aleppo, Sharm el-Sheikh e Alexandria, além de serviços fretados para vários destinos, nomeadamente Larnaca, Rodes, Antalya, Dalaman, Bodrum, Hurghada, Sharm el-Sheikh, Alexandria, Luxor e Aswan, principalmente durante a temporada de férias de verão (junho a outubro) e em ocasiões de festivais como Eids, Páscoa, Natal e Ano Novo. Durante 2005, a Royal Wings passou por reestruturação e transformação para se ajustar ao ambiente de aviação da região. A Royal Wings agora entrou em uma nova e estimulante fase para atender ao crescimento e às necessidades da indústria de aviação global, posicionando-se como uma transportadora internacional fretada de baixo custo operando fora da Jordânia. Royal Wings adquiriu uma frota nova e moderna e se transformou no solo e no ar para atender aos mais altos padrões internacionais de segurança, confiabilidade e serviço.
Além do transporte aéreo, a Royal Wings oferece serviços de manuseio e manutenção para outras aeronaves. Em 1979, o operador de base fixa (FBO) foi estabelecido no Aeroporto Civil de Amã, fornecendo tratamento VIP para todas as aeronaves da aviação geral, bem como para voos comerciais.
Os objetivos e metas da Royal Wings são manter o serviço e operar aeronaves modernas de curto a médio alcance com segurança e eficiência para aeroportos domésticos, regionais e internacionais em potencial, fornecer um serviço acessível, conveniente e eficiente com horários convenientes e viagens confortáveis.
Em 13 de novembro de 2018, a controladora da companhia aérea Royal Jordanian, anunciou que todas as operações da Royal Wings encerrariam em 30 de novembro de 2018, devido a perdas subsequentes e elevados custos operacionais. Também foi anunciado que a única aeronave operada pela Royal Wings seria transferida de volta para a Royal Jordanian, voltando para a frota principal. Além disso, 12 funcionários cedidos retornaram ao RJ e 18 novos funcionários que antes eram contratados pela Royal Wings também fizeram a transferência para a matriz no final do mês.

## Frota

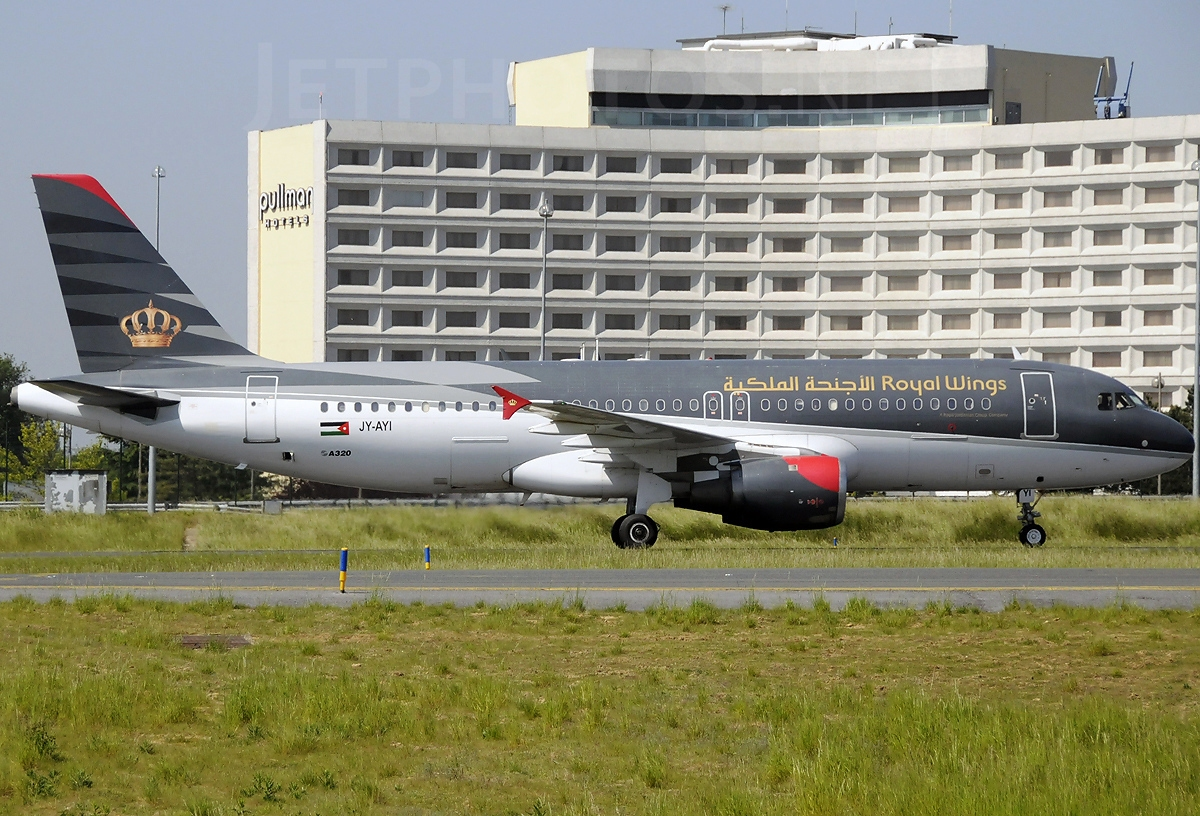
Um Airbus A320-212 da Royal Wings em 2010

Em agosto de 2017, a Royal Wings opera um Airbus A320-200 alugado da Royal Jordanian Airlines.
| Aeronaves       | Total | Notas |
| --------------- | ----- | ----- |
| Airbus A320-200 | 1     |       |
| Total           | 1     |       |